# Selidosema ericetaria
Selidosema ericetaria är en fjärilsart som beskrevs av Charles Joseph de Villers 1789. Selidosema ericetaria ingår i släktet Selidosema och familjen mätare. Inga underarter finns listade i Catalogue of Life.